# Nebettaouy
Nebettaouy (« Maîtresse (ou Dame) des Deux Terres ») est une reine d'Égypte de la XIXe dynastie, elle est à la fois la cinquième fille et l'une des grandes épouses royales (honorifique) de Ramsès II,.

## Généalogie
Certains chercheurs ont fait des princesses Nebettaouy, Bentanat, Baketmout et Néfertari II les enfants de Néfertari sur la base des statues de ces princesses sur la façade du grand temple d'Abou Simbel, mais rien n'indique qu'elles soient les enfants de cette reine car elles ne sont jamais représentées dans la liste des enfants du couple à Abou Simbel, spécialement pour Bentanat qui est bien attestée en tant que fille d'Isis-Néféret. En réalité, aucune de ces princesses n'est attestée sur la façade du petit temple d'Abou Simbel qui est dédiée à la grande épouse royale Néfertari et à ses enfants. Ceci montre donc qu'aucune de ces filles n'était la fille de Néfertari.
À une date indéterminée, Nebettaouy épouse son père (peut-être après Bentanat et Mérytamon), devenant ainsi « épouse royale », avant de devenir plus tard « grande épouse royale ». Ce statut d'épouse devait être honorifique. Si Christian Leblanc a proposé, sur la base d'un objet en cornaline découvert à Coptos, qu'elle soit la mère d'une princesse nommée Isisemakh, ceci est réfuté avec force par de nombreux chercheurs.

## Attestations
La princesse est représentée sur plusieurs des processions de princesses, généralement en cinquième position, bien qu'elle apparaisse en troisième position dans le temple de Séthi Ier à Abydos. La princesse est également représentée à la droite du second colosse sud devant le grand temple d'Abou Simbel. Elle est figurée coiffée de la dépouille de vautour et des hautes plumes. La princesse est également figurée, en compagnie de deux autres princesses, sur une stèle fragmentaire en faïence conservée au Musée du Louvre et provenant de Deir el-Médineh.
Nebettaouy est présentée comme « épouse royale » sur un papyrus de Turin après la « grande épouse royale Néfertari », « l'épouse royale Mérytamon » et avant « l'épouse royale Bentanat ». Sa tombe, nommée QV60 et située dans la Vallée des Reines, le désigne tantôt comme « la fille royale Nebettaouy », tantôt comme « la fille royale de son ventre, son aimée, l'épouse royale Nebettaouy » et tantôt comme  « la fille royale, la grande épouse royale, maîtresse des Deux Terres et maîtresse de Haute et Basse-Égypte, Nebettaouy, juste de voix ».

## Sépulture
Sa tombe, nommée QV60 et située dans la Vallée des Reines en contrebas de celle de Néfertari, est d'un plan différent des tombes des autres épouses de Ramsès II dans cette vallée. Elle a souffert de réutilisations postérieures et des infiltrations d'eau, mais son décor est en bonne partie préservée. Ont été découverts plusieurs objets dont un fragment de vase canope en calcaire portant l'inscription « grande épouse royale ».